# 響尾蛇
響尾蛇屬於響尾蛇屬（學名：Crotalus）及侏儒響尾蛇屬（學名：Sistrurus），是一種有毒的蛇。牠們都屬於蝮亞科這類有毒蛇的分類之下。

## 特徵

### 學名
現存已知約有50種響尾蛇及多個亞種。顧名思義牠們的尾巴末端上有響板，當牠們受到威脅時會發出警號。另一的侏儒響尾蛇屬學名是來自拉丁化希臘文「發出響聲的尾巴」，與古埃及樂器叉鈴有共同的字根。

### 生殖
大部分響尾蛇都在春天交配。牠們都會生出幼蛇而非產卵。出生後的幼蛇已經能自立，故此母親不會留在幼蛇身邊。

### 獵物與獵食者
響尾蛇以齧齒目及其他細小的動物（如兔）爲食，牠們會以毒素快速壓制獵物，而非將獵物纏繞使其窒息。這些毒素可以令獵物立即痲痺或死亡。響尾蛇會跟蹤未被毒素壓制及嘗試逃走的獵物。牠們的攻擊距離可以達身體長度的三分之二。
王蛇、走鵑、豬及鷹都會捕食響尾蛇。此外美國西南部的人類也將響尾蛇作爲一種獨特風味的食物，其味道像雞或與青蛙相似，口感則像鱷魚。

## 生態

### 生活範圍及栖息地
響尾蛇是美洲本土生物，生活于分佈在加拿大西南部到阿根廷中部地區多樣化的栖息地中。響尾蛇的多數種生活在美國西南部及墨西哥；密西西比河東部生活著四個種，南美洲則有兩個。大部分種生活在美國的德克薩斯州和亞利桑那州。
响尾蛇几乎可以生活在任何有一种能供陆生变温脊椎动物生活的栖息地中。但是一些种群需要非常特定的栖息地，比如一响尾蛇物种只能在海拔差非常小的、含有特定植物种群的栖息地中。多数响尾蛇物种生活在开阔、多岩石区域与附近。除此之外，响尾蛇还生活在大草原、河流湿地、荒漠、森林等栖息地。 响尾蛇喜26至32°C的环境，但其在冰点以下也能生存：在−16°C的环境中可以恢复，在3°C的环境中能生存数天。
响尾蛇祖先最可能生活的栖息地是墨西哥的西马德雷山脉。其生活区域最可能生长的植物是松栎林。響尾蛇的食性對限制環境中嚙齒動物的種群數量限制起著重要作用，這樣能保護作物免受破壞，並穩定生態環境。

### 猎物
响尾蛇以小鼠、大鼠、体型小的鸟类以及其他小型动物为食。 它们会事先躲藏好以等待猎物到来，或者主动寻找猎物的巢穴。 响尾蛇用毒液快速杀死猎物，而不是缠绕使猎物窒息而死。如果被响尾蛇咬过的猎物在死亡之前离开了响尾蛇附近，响尾蛇可以根据其气味追踪。 
当响尾蛇定位了死亡的猎物后，它们会用吻部触碰猎物、用舌头轻扫过猎物身体、用嗅觉等方法判断猎物是否已确实死亡。
当猎物丧失行动能力之后，响尾蛇通过猎物吻部散发的味道找到其头部。之后响尾蛇会从猎物头部开始将其吞下，这样的吞噬方式可以让猎物的翅膀、四肢等在关节处折向身体，最终使响尾蛇这一餐的周长减至最小。
响尾蛇的胃液有非常强的消化作用，这使得它们不仅能消化猎物的肉体，连猎物的骨头也能一同消化。25至29°C是响尾蛇消化的最佳温度。如果猎物体型小，响尾蛇通常会继续捕猎。如果猎物分量足够，响尾蛇会找一个温暖、安全的地点将身体盘起来，等待猎物消化完毕。

### 补充水分
响尾蛇需要每年将其身体浸入水中来保持水分充足。水来源的形态决定了其饮用水的方式。在有大型水体（溪流、池塘等）时，响尾蛇将其头部浸入水中并通过张合其颚来饮用水。在饮用露水或从水坑中饮水时，响尾蛇通过毛细管作用吸取水分或用下颚饮水。

### 被捕食
新生响尾蛇被许多不同物种捕食，包括渡鴉、烏鴉、走鹃属、浣熊、负鼠、臭鼬、郊狼、鼬、鞭蛇、王蛇、黑游蛇。体型更小的Crotaline种新生响尾蛇常被松鸦、翠鸟、伯劳科这类体型较小的捕食者捕食。某些种的蚂蚁也捕食新生响尾蛇，比如Formica和入侵红火蚁。饥饿的成年响尾蛇也会捕食新生响尾蛇。能活到第二年的新生响尾蛇（大约仅有总体的20%）被更大型的捕食者当作猎物，如雕、鹰、猫头鹰、Feral pig、獾、Drymarchon、王蛇。
常见的王蛇（学名 Lampropeltis getula）是一种体型较大的蟒蛇，其对响尾蛇和其他蝮蛇的毒液免疫，并且也捕食响尾蛇。响尾蛇可以通过气味判断附近是否有王蛇存在。 
当响尾蛇发现附近有王蛇时，其最先采取的动作是一种叫做“body bridging”的防御姿势。并且这种姿势不同于其一般的部分直立，部分盘旋的防御-攻击姿势。响尾蛇会将头部贴近地面，以防王蛇抓住此部位，这是因为王蛇会从响尾蛇头部开始将其吞食。响尾蛇会摆动、抽搐其身体弓起的部位，在向上架起的同时，形成面向王蛇的曲线，响尾蛇以曲线撞击攻击者，这样的姿势也能保护头部。

## 古生物學
已確認為響尾蛇的最早化石是在美國內布拉斯加州希奇科克縣發現，但確實年代則未能知悉。化石遺骸一般都包含有肋骨，這卻使確認工作產生問題，因為幾乎所有現今響尾蛇物種都有相同的脊骨特徵。在美國佛羅里達州西特拉斯縣發現的、現已滅絕的物種Croeus化石，雖然與現今的東部菱背響尾蛇有很多共同的特徵，但體型卻大很多，長度超過12呎。一般來說，響尾蛇的化石紀錄都很有限，而確實的演化路線亦不太清楚。

## 安全辨識
不同種類的響尾蛇在體型、領地、斑紋及性情上有很大的差異。若響尾蛇不是被逼入窘境或是即時受到威脅，牠們一般（不過亦未必一定）會嘗試逃走。往往響尾蛇都是在被驚嚇或憤怒下咬人，牠們的攻擊距離約為其身長的三分之二，并且攻擊動作十分迅速，肉眼很難捕捉。牠們攻擊時亦不需要把身體拉後。
最佳避免接觸響尾蛇的方法是保持觀察及避免可能的攻擊。遠足人士在有響尾蛇出沒的地區時應穿著長皮靴及皮褲，經常留意（特別是在石間）自己的步伐。響尾蛇有時會在小徑中央晒太陽，當遇見時須與牠保持一定的距離讓牠逃走。寵物亦應綁好以避免對響尾蛇的不必要的驚嚇。

## 毒性
響尾蛇出生時已有可以注入毒素的尖牙，且能夠控制注入的份量。牠們一般會向獵物注入整劑毒素，但有時在防禦時亦可能會注入較小劑量，甚至不注入毒素。受驚或受傷的響尾蛇則未必如此。幼蛇雖然可能不會像成年蛇般注入相同劑量的毒素，但都足以令人死亡。不論何種情形，被響尾蛇咬傷後都必須得到立即的危急及專業治療。

### 急救
當被咬後，很難去量度被注入的毒素份量。病徵及腫脹會很快出現，但亦有個案在過了幾小時才出現嚴重影響。任何被響尾蛇咬的情況都須當作是危害生命的緊急處理，並立即送往醫院由專業的醫生治療。
有經驗的醫生一般會將表面變質評級，由0（沒有明顯毒素）至5級（危害生命的毒素份量）。級別反映了傷害及腫脹的情況及擴散速度。在嚴重的表面變質情況（4或5級），肢體近端亦可能出現徵狀，例如口唇發痲、暈眩、出血、嘔吐或休克。呼吸困難、痲痺、流口水，大量出血亦是常見徵狀。
快速治療是很重要的，一般需要抗蛇毒素來阻止組織的破壞、神經影響及凝血病。大部分專家建議保持被咬位置水平在心臟以下，以阻止毒素經心臟漫延全身。未曾受訓的人不要嘗試切開傷口，這會使傷勢更為惡化。

## 解剖学结构

### 感觉器官

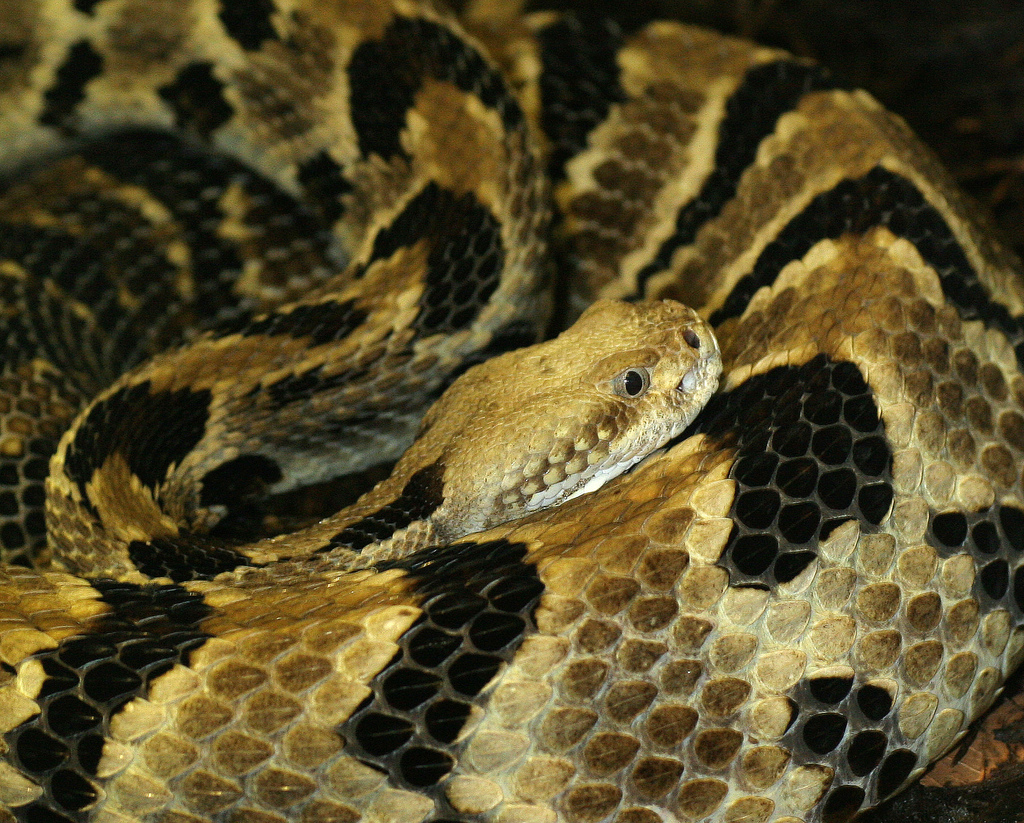
Timber rattlesnake (Crotalus horridus) 有清晰可见的面部颊窝

正如所有的蝮亚科蛇，响尾蛇有两个器官可以感受辐射：它们的眼睛以及一对在面部的颊。通过这些器官，响尾蛇能够辨识猎物的热辐射，确定他们的位置并追踪它们。这些颊窝的作用范围较短，为0.3米左右，但是这样的颊窝对响尾蛇在夜间捕食恒温动物时的作用是不容小觑的。

#### 颊窝
除了一对简单的眼外，响尾蛇还可通过颊窝感知恒温动物散发的热量。这些颊窝的工作方式就像针孔摄像机的镜头，热量以红外光的形式进入颊窝的开口并照射在颊窝后部的膜上，使这部分颊窝温度升高。这层膜上分布着密度极高的热量感受器，得益于这样的构造，响尾蛇能感受到环境中0.003°C或更小的温度变化。红外线照射在这些感受器上产生的信号随后会被响尾蛇的大脑处理为一张周围环境的热心信号地图。但是由于颊窝开口很小，这样的热量地图通常有很低的对比度和解析度。但是响尾蛇能将颊窝和眼对周围环境的成像叠加，这样在低光照的环境下就能获得比较准确的图像。近期的实验表明响尾蛇颊窝工作的原理与一种名为ankyrin 1的受体蛋白密切相关

#### 眼
响尾蛇的眼有大量的视杆细胞，非常适宜夜间环境。然而，响尾蛇不仅限于夜间活动，它们的视觉系统在日间更敏锐。响尾蛇也拥有视锥细胞，它们或许可以识别颜色。响尾蛇的眼缺少中央凹，所以它们无法获得清晰的视觉，响尾蛇更依赖于通过知觉判断物体运动。

#### 嗅觉
响尾蛇有出色的嗅觉。它们可以通过鼻孔和摇动舌头将气味分子带入口腔末端的犁鼻器以感觉气味。

#### 听觉
如所有蛇类一样，响尾蛇没有外部耳开口，它们的中耳构造也没有脊椎动物良好。因此响尾蛇的听力并不十分有效，但是响尾蛇能通过骨传导将来自地面的振动传导至耳蜗神经并感知它们。

#### 獠牙

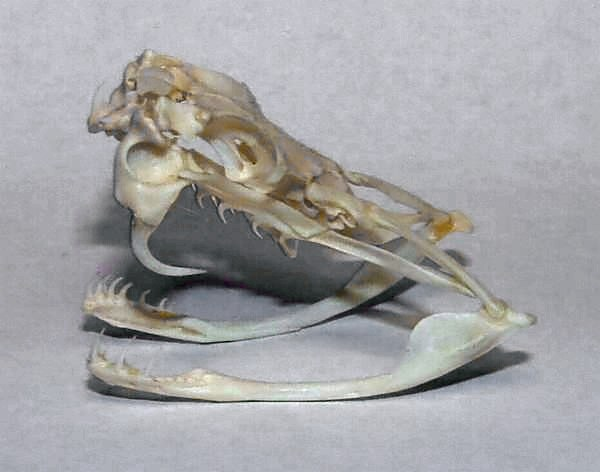
响尾蛇头骨

响尾蛇的獠牙通过导管连接至其上额外边缘的毒腺，朝向脑部后方。当响尾蛇咬时，毒腺旁的肌肉收缩，将毒液通过导管挤入獠牙中。当獠牙闲置时，它们会对上腭保持折起来。
响尾蛇在出生时就已经有了功能完备的獠牙和毒液，此时响尾蛇便可猎杀猎物。成年响尾蛇每6-10周更换獠牙。在使用中的獠牙后部至少有三对供替换的獠牙。
响尾蛇的毒液是一种学毒素，可以损坏组织，造成坏死和凝血功能障碍 
在美国，Crotalus tigris及Crotalus scutulatus的一些种的毒液中也有针对化学突触的神经毒性成分，名为Mojave type A毒素。这种毒素可以造成严重的瘫痪这种毒素的产量相对较低。
Crotalus tigris的毒液毒性被认为是响尾蛇中毒性最强的；并且根据在实验鼠上进行的半数致死量实验表明，在西半球这种响尾蛇的毒性也是最强的。
Crotalus scutulatus经上述实验表明是美国毒性最强的毒蛇之一。
响尾蛇的毒液是一种由十到十五种酶、多种金属离子、生物胺、脂类、游离氨基酸、蛋白质、肽组成的混合物。毒液的成分用于使猎物失去行动能力，也包括消化酶，将猎物的组织分解，为食用做准备。毒液的化学构成十分稳定，数年内都能保持毒性。
年纪更大的响尾蛇会产生更致命的毒液；体型大的响尾蛇能储存更多的毒液。

## 外部連結
- 紀錄片-響尾蛇(國語版) （页面存档备份，存于）
- J. Jones, MD; Dispelling The Snakebite Myth （页面存档备份，存于）
- Rattlesnakes: A Species Photo Index （页面存档备份，存于）
- Desert USA article （页面存档备份，存于）
- American International Rattlesnake Museum （页面存档备份，存于）
- Rattlesnakes of Arizona （页面存档备份，存于） Good descriptions of many species with ranges
- Victim's account of rattlesnake bite - Crotalus atrox （页面存档备份，存于） (Wife's account （页面存档备份，存于）), Crotalus scutulatus and Crotalus horridus